# Дрегенешть-де-Веде
Дрегенешть-де-Веде, Дрегенешті-де-Веде (рум. Drăgănești de Vede) — село у повіті Телеорман в Румунії. Адміністративний центр комуни Дрегенешть-де-Веде.
Село розташоване на відстані 89 км на захід від Бухареста, 28 км на північний захід від Александрії, 101 км на схід від Крайови.

## Населення
За даними перепису населення 2002 року у селі проживали 1236 осіб, з них 1235 осіб (99,9%) румунів. Усі жителі села рідною мовою назвали румунську.